# Wálter Aguerre
Wálter Aguerre (* 13. März 1941) ist ein ehemaliger uruguayischer Fußballspieler.

## Verein
Der Zentrale Defensivspieler Aguerre gehörte von 1958 bis 1963 und erneut 1967 dem Kader Peñarols in der Primera División an, das in jenen Jahren von den Trainern Hugo Bagnulo, Roberto Scarone, Bela Guttman und Roque Máspoli betreut wurde. 1958, 1959, 1960, 1961, 1962 und 1967 gewann er mit den Aurinegros sechs Landesmeistertitel. Ebenfalls 1960 und 1961 sicherte er sich mit seinem Verein die Trophäe in der seinerzeit noch als Copa Campeones de América bezeichneten Copa Libertadores. Aguerre kam dabei 1960 in beiden Finalspielen gegen Paraguays Vertreter Club Olimpia zum Einsatz. Auch in den Endspielen des Folgejahres gegen Palmeiras São Paulo absolvierte er beide Partien. Als weiterer Titelgewinn des Jahres 1961 ist zudem der Sieg im Weltpokal verzeichnet, wozu Aguerre durch sein Mitwirken in Hin-, Rück- und Entscheidungsspiel gegen Benfica Lissabon beitrug. Bei den verlorenen Spielen dieses Wettbewerbs im Jahr zuvor spielte er ebenfalls, musste sich aber mit seinen Mitspielern Real Madrid geschlagen geben. 1962 stand für Peñarol erneut die Teilnahme an den Finalspielen der Copa Campeones de América an, in denen der uruguayische Klub dieses Mal aber dem brasilianischen Vertreter FC Santos letztlich die Trophäe überlassen musste. Aguerre kam allerdings in allen drei Finalspielen nicht zum Einsatz.

## Erfolge
- Weltpokalsieger: 1961
- 2× Copa Libertadores: 1960, 1961
- 6× Uruguayischer Meister: 1958, 1959, 1960, 1961, 1962, 1967